# Saltängen, Nacka kommun

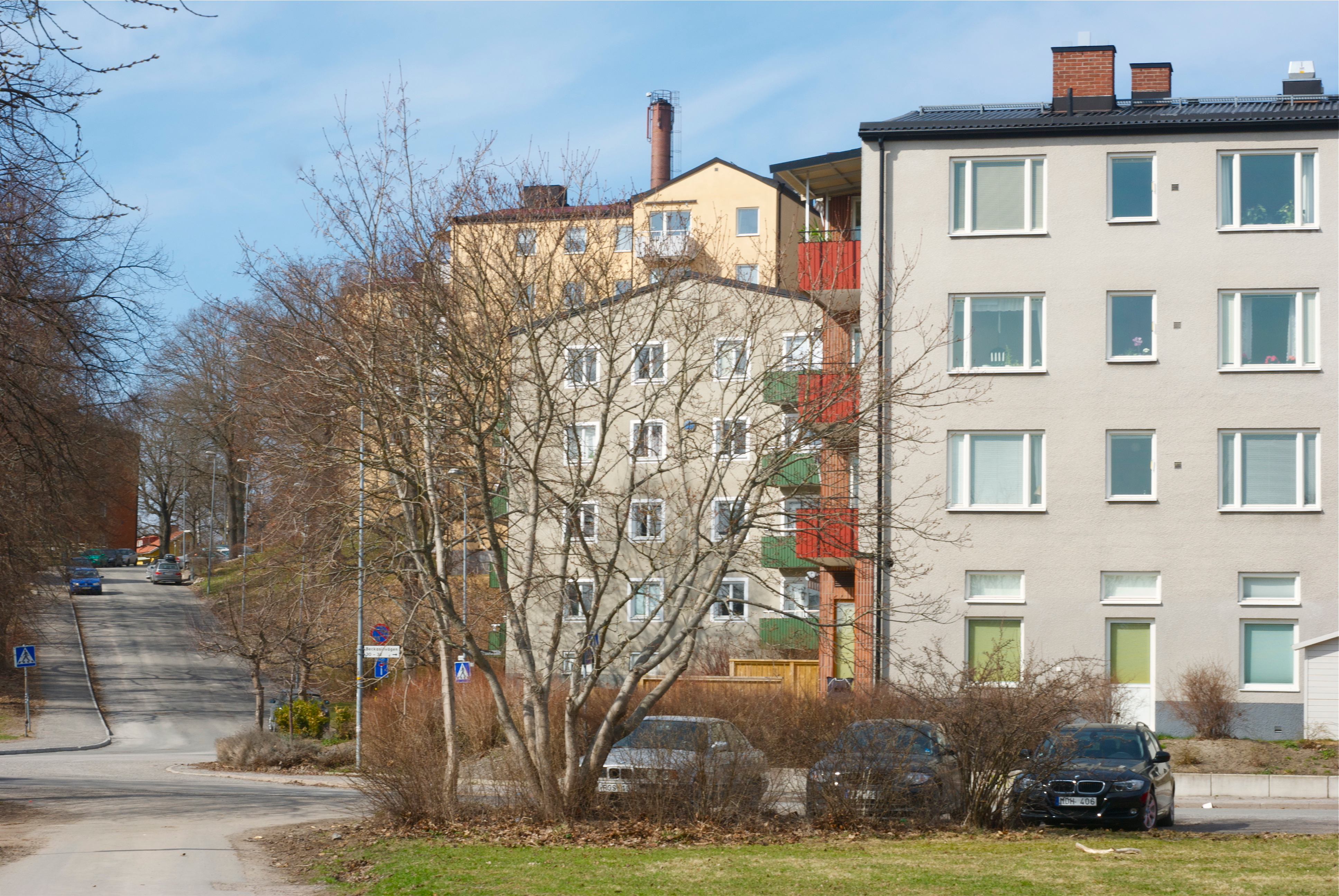
Bostadshus i Saltängen.

Saltängen är ett bostadsområde i villaområdet Saltsjö-Duvnäs på Sicklaön i den mellersta delen av Nacka kommun i Stockholms län, vid Skurusundet.

## Historia
Under tidigt 1940-tal såg Saltängen helt annorlunda ut, ett fåtal villor och ingen lokaltrafik. I dagsläget finns lokaltrafik runt hela Saltängen och villorna ligger tätt.

## Skola och barnomsorg
Här finns ett antal förskolor och grundskolor. Saltängens skola, grundskola från årskurs 1-6. Skuru skola har årskurs 1-9, Ektorps skola 1-6, Duvnäs skola 1-6 och Ladugården är en förskola.